# Campionato italiano di beach soccer 2019
La Serie Aon 2019 è stata la 16ª edizione della massima serie del campionato italiano di calcio da spiaggia, disputata tra il 14 giugno e il 19 agosto 2019 e conclusa con la vittoria della Sambenedettese, al suo terzo titolo.
Capocannoniere del torneo è stato Gabriele Gori (Viareggio) con 34 reti.

## Formato
La Serie A 2019 è composta da 20 squadre divise in due gironi chiamati Poule Scudetto e Poule Promozione. La strada per il titolo di Campione d'Italia è suddivisa in 5 tappe, una per ciascun girone e due con entrambi i raggruppamenti del campionato più le finali.
Le prime sette classificate della Poule Scudetto e la prima classificata della Poule Promozione, si qualificano alla fase finale di Catania dal 9 all'11 agosto.

## Calendario
Le date stabilite dalla federazione:
| Data         | Paese             | Città                    | Stage                                               |
| ------------ | ----------------- | ------------------------ | --------------------------------------------------- |
| 14–16 giugno | Italia (bandiera) | Viareggio                | 1ª tappa Poule Scudetto e Poule Promozione          |
| 5–7 luglio   | Italia (bandiera) | Lignano Sabbiadoro       | 2ª tappa Poule Promozione                           |
| 12–14 luglio | Italia (bandiera) | San Benedetto del Tronto | 2ª tappa Poule Scudetto e 3ª tappa Poule Promozione |
| 2–4 agosto   | Italia (bandiera) | Giugliano in Campania    | 3ª tappa Poule Scudetto                             |
| 9–11 agosto  | Italia (bandiera) | Catania                  | Finali                                              |

## Squadre partecipanti
La composizione dei due gironi:

### Poule scudetto
| Club                | Città                    | Stagione precedente |
| ------------------- | ------------------------ | ------------------- |
| Canalicchio         | Tremestieri Etneo        | 7º girone B         |
| Catania             | Catania                  | Campione            |
| Ecosistem Catanzaro | Catanzaro                | 4º posto            |
| Lamezia Terme       | Lamezia Terme            | 9º girone B         |
| Napoli              | Napoli                   | 5º girone B         |
| Palazzolo           | Palazzolo Acreide        | 8º posto            |
| Pisa                | Pisa                     | 5º posto            |
| Sambenedettese      | San Benedetto del Tronto | 2º posto            |
| Terracina           | Terracina                | 3º posto            |
| Viareggio           | Viareggio                | 7º posto            |

### Poule promozione
| Club            | Città    | Stagione precedente |
| --------------- | -------- | ------------------- |
| Atletico Licata | Licata   | 10º girone B        |
| Bari            | Bari     | Esordiente          |
| Cagliari        | Cagliari | 8º girone B         |
| Genova          | Genova   | Promosso serie B    |
| Milano          | Milano   | Esordiente          |
| Nettuno         | Nettuno  | 6º girone A         |
| Romagna         | Ravenna  | 9º girone A         |
| Sicilia         | Catania  | 6º girone B         |
| Vastese         | Vasto    | 8º girone A         |
| Virtus Entella  | Chiavari | Esordiente          |

## Poule Promozione

### Classifica
|  | Pos. | Squadra         | Pt | G | V | V+ | Vr | P | GF | GS | DR  |
|  | ---- | --------------- | -- | - | - | -- | -- | - | -- | -- | --- |
|  | 1.   | Sicilia         | 24 | 9 | 8 | 0  | 0  | 1 | 46 | 27 | +19 |
|  | 2.   | Vastese         | 20 | 9 | 6 | 1  | 0  | 2 | 42 | 29 | +13 |
|  | 3.   | Nettuno         | 18 | 9 | 6 | 0  | 0  | 3 | 45 | 26 | +19 |
|  | 4.   | Milano          | 15 | 9 | 5 | 0  | 0  | 4 | 37 | 32 | +5  |
|  | 5.   | Genova          | 13 | 9 | 4 | 0  | 1  | 4 | 37 | 40 | -3  |
|  | 6.   | Cagliari        | 12 | 9 | 4 | 0  | 0  | 5 | 45 | 46 | -1  |
|  | 7.   | Virtus Entella  | 9  | 9 | 3 | 0  | 0  | 6 | 38 | 42 | -4  |
|  | 8.   | Romagna         | 7  | 9 | 2 | 0  | 1  | 6 | 34 | 43 | -9  |
|  | 9.   | Atletico Licata | 6  | 9 | 2 | 0  | 0  | 7 | 35 | 54 | -19 |
|  | 10.  | Bari            | 4  | 9 | 1 | 0  | 1  | 7 | 27 | 48 | -21 |

Legenda:
      Ammessa alla fase finale e promossa in Poule Scudetto 2021.
      Retrocessa in Serie B 2021.
Regolamento:
Tre punti per la vittoria nei tempi regolamentari, due nel tempo supplementare, uno ai calci di rigore, zero per la sconfitta.

## Poule Scudetto

### Classifica
|  | Pos. | Squadra             | Pt | G | V | N | P | GF | GS  | DR  |
|  | ---- | ------------------- | -- | - | - | - | - | -- | --- | --- |
|  | 1.   | Sambenedettese      | 21 | 9 | 7 | 0 | 2 | 55 | 29  | +26 |
|  | 2.   | Catania             | 21 | 9 | 7 | 0 | 2 | 70 | 27  | +43 |
|  | 3.   | Viareggio           | 19 | 9 | 5 | 2 | 2 | 73 | 34  | +39 |
|  | 4.   | Palazzolo           | 15 | 9 | 4 | 2 | 3 | 57 | 48  | +9  |
|  | 5.   | Terracina           | 12 | 9 | 4 | 0 | 5 | 50 | 42  | +8  |
|  | 6.   | Pisa                | 12 | 9 | 4 | 0 | 5 | 48 | 40  | +8  |
|  | 7.   | Ecosistem Catanzaro | 12 | 9 | 4 | 0 | 5 | 35 | 50  | -15 |
|  | 8.   | Napoli              | 11 | 9 | 2 | 3 | 4 | 49 | 43  | +6  |
|  | 9.   | Catania SSD         | 3  | 9 | 1 | 0 | 8 | 31 | 105 | -74 |
|  | 10.  | Ecosistem Lamezia   | 0  | 9 | 0 | 0 | 9 | 22 | 72  | -50 |

      Ammesse alla fase finale.

## Play-off
I numeri a sinistra delle griglie dei quarti di finale indicano il piazzamento nella Poule.

### Tabellone
|  | Quarti di finale | Quarti di finale    | Quarti di finale |  |  | Semifinali     | Semifinali          | Semifinali |  |  | Finale              | Finale                 | Finale                 |                        |  |
|  |                  |                     |                  |  |  |                |                     |            |  |  |                     |                        |                        |                        |  |
|  |                  |                     |                  |  |  |                |                     |            |  |  |                     |                        |                        |                        |  |
|  | 2.               | Catania             | 5 (1)            |  |  |                |                     |            |  |  |                     |                        |                        |                        |  |
|  | 7.               | Terracina (dtr)     | 5 (2)            |  |  |                |                     |            |  |  |                     |                        |                        |                        |  |
|  |                  |                     |                  |  |  | Terracina      | 3                   |            |  |  |                     |                        |                        |                        |  |
|  |                  |                     |                  |  |  |                | Viareggio           | 4          |  |  |                     |                        |                        |                        |  |
|  | 3.               | Viareggio           | 4                |  |  |                |                     |            |  |  |                     |                        |                        |                        |  |
|  | 6.               | Pisa                | 3                |  |  |                |                     |            |  |  |                     |                        |                        |                        |  |
|  |                  |                     |                  |  |  |                |                     |            |  |  |                     | Viareggio              | 5                      |                        |  |
|  |                  |                     |                  |  |  |                |                     |            |  |  |                     | Sambenedettese         | 6                      |                        |  |
|  | 1.               | Sambenedettese      | 4                |  |  |                |                     |            |  |  |                     |                        |                        |                        |  |
|  | (1.)             | Sicilia             | 0                |  |  |                |                     |            |  |  |                     | Finale per il 3º posto | Finale per il 3º posto | Finale per il 3º posto |  |
|  |                  |                     |                  |  |  | Sambenedettese | 7                   |            |  |  |                     |                        |                        |                        |  |
|  |                  |                     |                  |  |  |                | Ecosistem Catanzaro | 4          |  |  |                     | Terracina              | 4                      |                        |  |
|  | 4.               | Ecosistem Catanzaro | 9                |  |  |                |                     |            |  |  | Ecosistem Catanzaro | 2                      |                        |                        |  |
|  | 5.               | Palazzolo           | 2                |  |  |                |                     |            |  |  |                     |                        |                        |                        |  |

### Finale in dettaglio

#### Tabellino
| Arbitro: | Bottalico, Pancrazi, Matticoli (Bari, Ragusa, Isernia) |

|                                                 |            |                                                                     |
| Gori 3pt’, 9pt’, 10pt’ Xavier 7st’ Remedi 11st’ | Marcatori  | 6pt’, 12pt’, 9tt’ Moran 1st’ Addarii 12st’ (aut.) Gori 12tt’ Jordan |
| Santini                                         | Allenatori | Di Lorenzo                                                          |

### Finale 3º-4ºposto
| Squadra 1 | Risultato | Squadra 2           |
| --------- | --------- | ------------------- |
| Terracina | 4 - 2     | Ecosistem Catanzaro |

## Piazzamenti

### Semifinali 5º-8º posto
| Squadra 1 | Risultato | Squadra 2 |
| --------- | --------- | --------- |
| Catania   | 7 - 6     | Pisa      |
| Sicilia   | 2 - 5     | Palazzolo |

### Finale 7º-8º posto
| Squadra 1 | Risultato | Squadra 2 |
| --------- | --------- | --------- |
| Pisa      | 9 - 6     | Sicilia   |

### Finale 5º-6º posto
| Squadra 1 | Risultato | Squadra 2 |
| --------- | --------- | --------- |
| Catania   | 4 - 2     | Palazzolo |

## Classifica finale
| Posizione | Squadra             |
| --------- | ------------------- |
|           | Sambenedettese      |
| 2         | Viareggio           |
| 3         | Terracina           |
| 4         | Ecosistem Catanzaro |
| 5         | Catania             |
| 6         | Palazzolo           |
| 7         | Pisa                |
| 8         | Sicilia             |